# 前橋市立わかば小学校
前橋市立わかば小学校（まえばししりつ わかばしょうがっこう）は、群馬県前橋市にある公立小学校。 2017年4月1日に前橋市立朝倉小学校と前橋市立天神小学校の統合小学校として、旧朝倉小学校の校地に開校した。

## 所在地
群馬県前橋市朝倉町165番地1

## 沿革
出典
- 2017年（平成29年）
  - 4月1日 - 開校。
  - 4月7日 - 開校と第1回入学の両式典挙行。最初の新入生は2学級41名。
  - 9月16日 - 第1回運動会開催。
- 2018年（平成30年）
  - 3月 - 第1回卒業式挙行。
  - 7月 - 南校舎・職員室大規模改造工事。放送設備新設。すべり台・ジャングルジム等新設。
  - 10月 - ブロック塀改修工事（フェンス設置）。
  - 12月 - わかば美術館オープン。
- 2019年（平成31年・令和元年）
  - 2月 - 環境学習（ビオトープの木間伐）。
  - 3月 - わかば児童クラブ運用開始。
  - 6月 - 児童玄関にミストシャワー新設。
  - 7月 - 北校舎大規模改造工事。
- 2020年（令和2年）
  - 1月 - ブロック塀改修工事（フェンス設置）。
  - 11月 - 旧天神小学校より「希望の像」移設。
- 2021年（令和3年）1月 - 新教育情報基盤構築に係る配線ケーブル敷設工事実施。

## 学区
- 天川町の一部（旧・朝倉小学校区）[2]
- 朝倉町一丁目・朝倉町二丁目・朝倉町三丁目・朝倉町四丁目（旧・朝倉小学校区）
- 後閑町の一部（後閑団地など）（旧・天神小学校区）
- 広瀬町一丁目（旧・天神小学校区）
- 広瀬町二丁目の一部（1～4番、26～35番地）（旧・天神小学校区）

ちなみに前橋市地図情報システム「さーちずまえばし」によると、わかば小学校の校地は「上川淵小学校」の通学区域とされている。

## 概要
- わかば小学校の学区である朝倉町一丁目から四丁目および広瀬町一丁目・二丁目は、第二次世界大戦後の高度経済成長期において前橋市南東の郊外宅地として区画整理及び公営団地の開発がなされた地域である。 先に朝倉小学校が、続いて天神小学校が開校されたが、バブル期を境にして両校共に児童数が減少していった。
- 前橋市域における小学校児童数・中学校生徒数の減少に伴い、前橋市教育委員会が平成20年に「 前橋市立小中学校の適正規模・適正配置基本方針」を策定するが、当初は天神小学校と広瀬小学校と統合され、校舎は現・広瀬中学校の用地を使用する計画（同時に広瀬中学校は春日中学校と統合され春日中学校用地が統合中学校校舎となる計画）とされてきた。 但し、この計画では複数の小中学校の統合や校地転用が予定されており、基本方針通りに行かないと計画が頓挫するものであった。 実際に、春日中と広瀬中の統合協議では統合中学校の設置場所で意見がまとまらず、両校の合同委員会が解散した。
- 2015年初めにPTAや自治会長が教育委員会からの説明を受ける形で「天神小学校適正規模地区委員会」が立ち上がり、 地域での検討の結果、「朝倉小学校、天神小学校ともに児童数が減少し、今後も増加が見込めないことを踏まえ、児童が確かな学力 を身に付け、豊かな人間関係の中で社会性を高めることができるような学習環境を整備するために両校を統合し、学校の適正規模化を図ることが望ましい」 との結論に達し、朝倉小学校との統合を進めることとなる。朝倉小学校側との合同地区委員会において協議の結果、 統合小学校の位置を現・朝倉小学校とし、統合時期を2017年4月とした。新校名については、事前の公募で選定された5つの候補 （わかば小学校・春日小学校・みなみ小学校・八幡山小学校・朝倉天神小学校）から児童や地域住民が投票をし、結果、一番票数が多かった「わかば小学校」が新しい校名となった。
- 2017年4月の開校時には、15学級（各学年2クラス＋特別支援学級3クラス）で児童数263名、職員数32名でのスタートとなった。

## 卒業後の中学校の学区
- 朝倉町一丁目 - 前橋市立第五中学校
- それ以外の町丁 - 前橋市立春日中学校・前橋市立明桜中学校

## 学校周辺
- 朝倉町四丁目公園
- おりーぶの森幼稚園
- せせらぎ病院附属あさくら診療所
- 両毛線前橋大島駅

## アクセス
- 日本中央バス「南30」・「南32」・「南33-1」・「南33-3」・「庁35-1」・「庁39-1」・「庁39-3」の各系統で、「若宮上」バス停下車後、徒歩約390m・約6分。